# Puente de San Alejandro
El puente de San Alejandro se encuentra situado en los términos municipales de El Puerto de Santa María y Puerto Real en la provincia de Cádiz, en España. Es un puente de acceso peatonal y de ciclista que cruza el Río San Pedro. La estructura del puente de hierro fue una estructura reacondicionada y restaurada traída del puente ferroviario original sobre el Río Guadalete

## Puente original
En 1779 se instala un primer puente, llamado de San Alejandro en El Puerto de Santa María que cruza el Guadalete. 
Casi un siglo después se instala otro puente (1860) en paralelo dentro de la línea Trocadero-Jerez para la descarga y exportación de vinos, siendo la primera línea ferroviaria de Andalucía.En 2006 durante las obras de renovación de la vía ferroviaria Ecologistas en Acción junto con el Centro de Patrimonio de El Puerto de Santa María evitaron su destrucción. De los 160 metros originales se han conservado 80 metros.

## Nueva ubicación
Gracias al nuevo puente se ha podido extender una nueva línea ciclista que parte de Puerto Real y comunica con El Puerto de Santa María y también con Jerez de la Frontera.